# Sergi I de Constantinoble
Sergi I († 9 de desembre de 638 a Constantinoble) va ser el Patriarca Ecumènic de Constantinoble del 610 al 638. És famós per promoure el cristianisme monotelita, especialment a través de l'Ekthesis.
Sergi va néixer de l'herència jacobita siriana. Va arribar al poder com a patriarca de Constantinoble en 610. També va ser un partidari conegut de l'emperador Heracli, a qui va coronar com a emperador en 610. Sergi també va donar suport a Heracli durant tota la seva campanya contra els perses. Sergi també va tenir un paper destacat en la defensa de Constantinoble contra les forces combinades àvars-perses-eslaves durant la seva invasió de Constantinoble en 626. Les connexions de Sergi amb les autoritats polítiques i religioses li van donar la seva influència tant a les comunitats religioses com a les polítiques per continuar el monotelisme com la fórmula primordial de Crist dins de l'església. Això es va trobar amb molta oposició, especialment des dels simpatitzants de Calcedònia, Màxim el Confessor i Sofroni. En resposta a la seva resistència a acceptar les idees del monotelisme, Sergi va respondre amb l'ectèsia, fórmula que prohibia la idea que la persona de Crist tingués dues energies a favor de la idea que la persona de Crist tenia dues naturaleses que estaven unides per una sola voluntat. L'Ectèsia va ser signada per Heracli en 638, el mateix any que Sergi va morir.
L'Ectèsia només es veuria com una doctrina acceptada durant dos anys; la mort del Papa Honori I es va traduir en una reducció significativa del suport del monotelisme. L'Ectèsia va ser condemnada el 640 pel papa Joan IV. Addicionalment, tant Sergi com el Papa Honori I van ser condemnats com heretges per l'església el 680-681 pel Tercer Concili de Constantinoble.

## Carrera primerenca
Es creu que Sergi ja tenia alguna importància abans de ser triat com a patriarca de Constantinoble. Sergi era un diaca a Santa Sofia, a més de ser guardià del port. Sergi es va convertir en el patriarca de Constantinoble el 18 d'abril de 610. Seguint les tradicions del patriarca de Constantinoble, fou Sergi qui va coronar a l'emperador Heracli a l'octubre de 610 i va batejar la seva filla. Sergi també va aconsellar a Heracli després de la mort de la seva dona Fàbia i abans del seu matrimoni amb Martina, la neboda d'Heracli. Com a tal, Sergi va desenvolupar una estreta relació amb l'emperador, una connexió que li serviria més endavant.
En 614, l'exèrcit persa es va apoderar de Jerusalem, i en procés malmeteren l'església del Sant Sepulcre i capturaren la Vera Creu, originalment descoberta per l'Emperadriu Helena. Heracli va iniciar un contraatac contra els perses en 622. Sergi va proporcionar la riquesa necessària per a la campanya per triomfar mitjançant els fons de l'església. Sergi ho va aconseguir gràcies a la declaració de fons en forma d'ingressos i vaixells de l'Església. Fins i tot es diu que el bou de bronze del Fòrum Tauri es va fondre per ajudar a proporcionar materials per a monedes.
També es pot atribuir a Sergi salvar la condició de Constantinoble com a capital de l'Imperi Romà d'Orient. Constantinoble havia estat patint durant tota la campanya contra els perses, ja que el gra era la principal font d'aliment per a la ciutat i l'Egiptet, el proveïdor, s'havia perdut. Heracli creia que traslladar la capital cap a Cartago facilitaria la provisió de menjar a la població. Intentant salvar l'Imperi els diners suficients per permetre que Constantinoble continués sent la capital, Sergi va comerciar pel pa gratuït que els ciutadans rebien a la ciutat, una pràctica d'època romana més antiga, ja que el govern ja no podia pagar-ho, una idea que no funcionava lògicament.
En 622, Heraclius va reconèixer les habilitats de Sergi. Com a resultat, Heracliva assignar a Sergi la cura del seu fill, Theotokos i Constantinoble. En 626 durant l'absència de la campanya de l'emperador contra la Persia sassànida, els perses sassànides i avars, ajudats per una gran quantitat d'eslaus aliats, van assetjar Constantinoble . Juntament amb el magister militum Bonus, havia estat nomenat regent i estava a càrrec de la defensa de la ciutat. Va dirigir una lletania a la icona de Hodegetria just abans de l'atac final dels avars, i just després de completar-la, una enorme tempesta va aixafar a la flota invasora, salvant Constantinoble. S'ha informat que Sergi va portar la icona de la Mare de Déu al voltant de les muralles de Constantinoble. La tempesta va ser acreditada com un miracle de la Mare de Déu, encara que Sergi va ser acusat de persuadir-la al punt de participació. Es rumorejava que un himne anterior de l'Església Ortodoxa Oriental havia estat compost en honor d'aquesta batalla i de Sergi.

## El Monotelisme

### Antecedents
Amb la victòria sobre els perses, les revoltes de la societat religiosa van començar a sorgir de nou entre les creences monofisítiques i calcedonianes. Tant Heracli com Sergi van planificar adoptar una forma de "Monenergisme". L'esperança era que la seva fórmula religiosa pogués connectar les diferents creences religioses i proporcionar un sentit d'unitat dins de l'imperi.
Sergi va promulgar la creença que Jesucrist tenia dues naturaleses, però una voluntat, coneguda com a monotelisme. Esperava que la idea apel·lés tant als calcedonians com als monofisites seguidors de l'imperi, ja que fonamentaven principis bàsics dels dos dominis de la pràctica. Inicialment, Sergi va tenir èxit, convertint els Patriarques Atanasi i Cir d'Alexandria i Antioquia respectivament. No va ser fins a l'any 633 que els monotelites van començar a rebre resistència dels caldecons, principalment dels monjos Sofroni i Màxim el confessor. El 633, Sofroni havia marxat per a Àfrica per disputar la doctrina que Cir havia imposat sobre els egipcis. Per això, Sergi va enviar al seu ardiaca Pere a un sínode a Xipre el 634, albergat per l'arquebisbe Arcadi II i amb representants addicionals del papa Honori I. El costat anti-monotelita de Jerusalem, promogut per Màxim i Sofroni, va enviar a aquest sínode el pupil de Màxim, Anastasius Apocrisiarius, Jordi de Resh'aina, pupil de Sofroni, i dos dels mateixos alumnes de Jordi i també vuit bisbes de Palestina. Quan els dos costats van ser presentats a l'emperador, l'emperador va persistir amb el monotelisme i amb Sergi.
Va ser també en aquest punt al voltant de 633 que Sergi va buscar posar l'accent en la importància de monotelisme a Honori I. La carta de Sergi a Honori informava al papa sobre el significat de la unió aconseguida a Alexandria i un acord sobre la manera de veure la voluntat de Crist. Honori en última instància, va estar d'acord amb la creença, impressionat per la creença de Sergi, per la seva capacitat d'obtenir l'acord teològic en les Esglésies orientals, i van confessar que Crist tenia una sola voluntat, però dues naturaleses, així com en la seva resposta a Sergi. Honori es va retraure d'aquesta posició en certa manera en una carta posterior a Sergi, creient que és fruit de la Carta sinòdica de Sofroni a Honori.

### L'ectèsis
Sergi va intentar crear una fórmula que pogués complir plenament tant els calcedonians com els monofisites. Finalment, va prohibir la discussió sobre si Crist tenia una o dues energies dins d'ell i, en canvi, va insistir que tingués dues naturaleses diferents encarnades dins d'una única voluntat i cos. Sergi volia anomenar aquesta declaració l'ectèsis, o l'exposició. Aquestes creences estaven d'acord amb les creences d'Homino. Això va augmentar la fórmula de Sergi en els regnes de la pràctica calcedònia i monofisita. Es pot argumentar que Hominus no entenia bé el punt de la fórmula de Sergi, però s'accepta que hi fes costat sense importar-ho. No obstant això, l'ectesis no va ser ben rebuda per tots els calcedonians; Sofroni la va veure malament, fins al punt que va publicar un decret contra ell. L'emperador Heracli també va dubtar a signar el treball de Sergi. Mentre que Sergi havia acabat l'ectètis en 636, no va ser aprovada per Heracli fins al 638, el mateix any que la mort de Sergi.
L'ectesis del 638 va ser emesa per l'emperador Heracli amb l'acord de Sergi. Aquest document va definir el monotelisme com la forma imperial oficial del cristianisme, i mantindria una gran controvèrsia en els anys següents a la seva implementació.

### Efectes de l'ectesis
Els efectes inicials de l'ectesis es van sentir fortament en tota la societat religiosa. El successor de Sergi, Pirro, que Sergio havia escollit per fer-se càrrec, va declarar la seva confiança en la creença monotelítica com la doctrina imperial oficial. A més, la majoria dels posteriors successors orientals eren de fe monofisita, afavorint la propagació de la doctrina monotelista. La creença calcedònia havia estat severament reduïda i la resta de la seva pràctica estava en un estat crític. Tot això canviaria l'any següent d'una manera molt contrària.

### Mort de Sergi, reversió de l'ectesi i condemna resultant
Sergi va morir al desembre de 638, només mesos després que Heracli havia instat l'Ectesis. Tot i la forta expansió inicial del monotelitisme, el 640 va posar-hi fi. Una sèrie d'esdeveniments van succeir a curt termini després de 638: Honori i Sergi van morir el 638.
En primer lloc, el successor d'Honori, Severí, va mostrar una forta resistència a acceptar la creença monotelítica. El seu successor, el papa Joan IV, era un oponent encara més fort. Finalment, després de la mort d'Heracli en 641, els dos emperadors Constantí III i posteriorment Constant II van ser de pràctica ortodoxa i va semblar haver eliminat l'ectesi com a doctrina imperial oficial, a petició del papa Joan IV. Això va aixafar la resta de fonaments de la doctrina monotel·lítica, ja que els ensenyaments ortodoxos semblaven recuperar ràpidament a tot l'imperi. Cap a l'any 680, tot el suport monotelita s'havia esvaït i la creença ortodoxa estava en ple ordre una altra vegada. El consegüent sínode de Pasqua romana del 680 va concloure que Crist tenia dues voluntats i que tots els que s'havien oposat a aquesta creença havien de ser condemnats com heretges.
El monotelisme va ser declarat finalment una heretgia al Tercer Concili de Constantinoble (Sisè Concili Ecumènic), així com el Patriarca Sergi I de Constantinoble i el Papa Honori I, que encara és l'únic papa condemnat fins avui en dia. Com cita el Concili:
| « | ... Honori, el papa de l'Antiga Roma, així com la carta del darrer al mateix Sergi, considerem que aquests documents són bastant aliens als dogmes apostòlics, a les declaracions dels conscilis sagrats i a tots els Pares acceptats, i que segueixen els falsos ensenyaments dels heretges ... | » |

El Concili va durar un total de divuit sessions en declarar l'heretgia de Sergi, el primer va ser el 680 de novembre i l'últim va ser al setembre de 681.